# Prvenstvo Hrvatske u šahu 2001.
Prvenstvo Hrvatske u šahu za 2001. godinu nije odigrano, već je odlučeno da prvak Hrvatske postane najbolje plasirani hrvatski šahist na Otvorenom međunarodnom turniru u Puli. Bio je to Mladen Palac.